# Elsie Southgate
Elsie Southgate (1890- 1946) fue una de las primeras mujeres violinistas que alcanzó notoriedad en un mundo anteriormente reservado a los hombres. De formación clásica, compartió una carrera de violinista clásica con su dedicación al music hall. A partir de 1926 actuó en ocasiones usando su apellido de casada con el  nombre de Lady Odin-Pearse. Su repercusión internacional se debe sobre todo a las numerosas grabaciones discográficas que realizó para el sello Zonophone formando dúo con su hermana Dorothy.

## Inicios
Elsie Southgate obtuvo hacia 1900, a la edad de diez años, una beca para estudiar en la Royal Academy of Music. Allí permaneció durante siete años como alumna de Émile Sauret. En 1905 ofreció su primer concierto público con la Queen´s Hall Orchestra dirigida por Sir Henry Wood. A partir de ahí comenzó una carrera de violinista clásica que la llevó a actuar  en los Promenades londineneses, en Berlín y en París. Sus primeras apariciones en el circuito del music hall tuvieron lugar en 1910 en el London Pavilion.

## La violinista real
El éxito de Elsie Southgate la lleva a actuar durante una semana en Buckinghan Palace para el rey Jorge V, el príncipe Eduardo, el rey de Italia Víctor Manuel III y el sah de Persia. Elsie toca un violín Guarnerius acompañada al órgano por su hermana Dorothy y deja impresionados a los reales asistentes. El shah le regalará un diamante y el rey inglés un broche que había pertenecido a la zarina rusa. De esas actuaciones Elsie saldría bautizada como “la violinista real”, apelativo que utilizaría posteriormente en sus actuaciones en teatros de variedades.

## La carrera discográfica
En las primeras décadas del siglo XX los discos de gramófono son aún objetos de lujo, giran a 78 rpm. y se fabrican en pizarra o piedra bajo la denominación de discos dobles; es decir con un tema por cada cara. Elsie va a grabar un buen número de estos discos entre 1916 y 1922 bajo el nombre de Miss Elsie Southgate and her sister Dorothy para la marca Zonophone. Contienen adaptaciones de conocidos temas de música clásica adaptados para violín y órgano mustel, un instrumento similar al armonio, canciones populares y algunas composiciones de las dos hermanas.